# Török-Illyés Orsolya
Török-Illyés Orsolya (Marosvásárhely, 1977. május 11.) magyar színésznő. Édesapja Török András színművész, édesanyja Illyés Kinga előadóművész, a Marosvásárhelyi Színművészeti Főiskola tanára volt, ahol Török-Illyés Orsolya is végzett 2000-ben. Ezt követően a sepsiszentgyörgyi Tamási Áron Színházban játszott 2003-ig.
A közönség Hajdu Szabolcs Macerás ügyek című filmjében ismerhette meg, amelyben forgatókönyvíróként is közreműködött. 
Azóta számos további nagyjátékfilmet készítettek közösen.

## Filmjei
- Kicsimarapagoda (kisjátékfilm, 1998)
- Valaki kopog (kisjátékfilm-sorozat, 2000)
- Macerás ügyek, 2001
- Szent Iván napja, 2003
- Boldog születésnapot!, 2003
- Tarka képzelet (kisjátékfilm-sorozat, 2003)

– Bruegel álmai
– Renoir álmai
– Rousseau álmai
- Tamara, 2004
- Fiúk a házból (kisjátékfilm, 2004)
- Oldalbordák (kisjátékfilm, 2006)
- Off-Hollywood, 2007
- Mama (kisjátékfilm, 2009)
- Hajónapló (tv-film-sorozat 2010)

– Te országod
- Bibliotheque Pascal, 2010
- Din dragoste cu cele mai bune intenții (román film, 2011)
- Legenda (kisjátékfilm, 2011)
- Délibáb, 2014
- Romanian Sunrise (kisjátékfilm, 2015)
- Ernelláék Farkaséknál 2016
- Orlando
- Aranyélet (3.évad)
- Toxikoma
- Istenke bicskája (2020)
- Kilakoltatás (2021)
- A besúgó (sorozat, 2022)
- Brigi és Brúnó (sorozat, 2022)

## Színpadi szerepei
- Federico García Lorca: Vérnász....Eszter, Tamási Áron Színház
- Hajdu Szabolcs: Tamara....Tamara, Stúdió "K"
- Lillian Hellman: Rejtett játékok....Lily Berniers, Pesti Színház
- Henrik Ibsen: Peer Gynt....Ingrid, Kisvárdai Várszínház
- Heiner Müller: Medeamaterial....Eszter, Millenáris
- Hajdu Szabolcs: Front....Tamara, Stúdió "K"
- Hajdu Szabolcs: Ernelláék Farkaséknál....Eszter, Maladype Színház
- Hajdu Szabolcs: Békeidő, Csiky Gergely Állami Magyar Színház
- Luigi Pirandello: Az ember, az állat és az erény....Rosaria (Paulino házvezetőnője), Kisvárdai Várszínház
- Tarr Béla: Családi tűzfészek....Vali, Trafó – Kortárs Művészetek Háza

## Díjai
- A Legtehetségesebb Főiskolás Díja, A kisvárdai XI. Határon Túli Magyar Színházak Fesztiválja, 1999
- Magyar Filmkritikusok Díja, Legjobb színésznő, 2010
- Kortárs Magyar Dráma-díj, 2020
- Magyar Filmkritikusok Díja, legjobb női epizódszereplő, 2022[2]